# 武侯祠站
武侯祠站位于中国四川省成都市武侯区，是成都地铁10号线三期工程建设中的一座车站，预计于2025年启用。

## 车站概要
本站位于武侯区浆洗街街道武侯祠东侧，紧邻省交通运输厅，沿武侯祠大街东北-西南向设置。因邻近武侯祠而得名。

## 车站结构
武侯祠站为地下三层无柱（公共区）、单柱双跨板墙（设备区）11米宽140米长岛式站台车站，全长535.25米，宽20.7米，总建筑面积38415.5平方米。车站小里程端设双停车线。车站采用半盖挖（278m）+全盖挖（255m）+局部明挖法施工。
| 地面      |                                     | 出入口                          |  |
| 地下 一层 | 站厅层                              | 安检、售票机、站内商店          |  |
| 地下 二层 |                                     |                                 |  |
| 地下 三层 |                                     | 10号线列车往新平方向 （高升桥） |  |
| 地下 三层 | 岛式站台，左边车门将会开启          |                                 |  |
| 地下 三层 | 10号线列车往骡马市方向 （文翁石室） |                                 |  |

## 大事记
- 2021年11月24日，车站主体结构施工。[5]